# Konstteori
Konstteori innebär en övergripande, systematisk och teoretisk vetenskap om konst som verkningsmedel, uttryck och upplevelse. Inom konstteorin stildefinieras de olika uttrycken för människans konstkreerande genom världshistorien.

## Stildefinition eller epoktänkande
När man talar om "1700-talskonst", utgår man från en bestämd kronologi. När man talar om "medeltidskonst", syftar man på en längre, mera vagt angiven period som namngivits i efterhand, medan termen "barockkonst" har sin rot i meningsmotsättningar som ännu inte har försvunnit helt. Att tala om "renässanskonst" är framför allt att tala om den mera omfattande kulturyttring som renässansen innebar.